# Dança do pato
Dança do Pato ou Duck Walk é uma dança famosa inventada pelo guitarrista americano Chuck Berry, e adaptado por outras maneiras pelo guitarrista escocês Angus Young, da banda australiana AC/DC, que consiste em saltar em um pé que move para a frente e para trás o outro pé. No filme De Volta Para o Futuro, Marty McFly executa a dança ao interpretar Johnny B. Goode do próprio Berry.